# Lymeon fasciatiipennis
Lymeon fasciatiipennis là một loài tò vò trong họ Ichneumonidae.